# 贝利利亚
贝利利亚，是西班牙卡斯蒂利亚-莱昂巴利亚多利德省的一个市镇。总面积20平方公里,
2001年普查人口總數為155人，人口密度為每平方公里8人。